# Pietro Polani

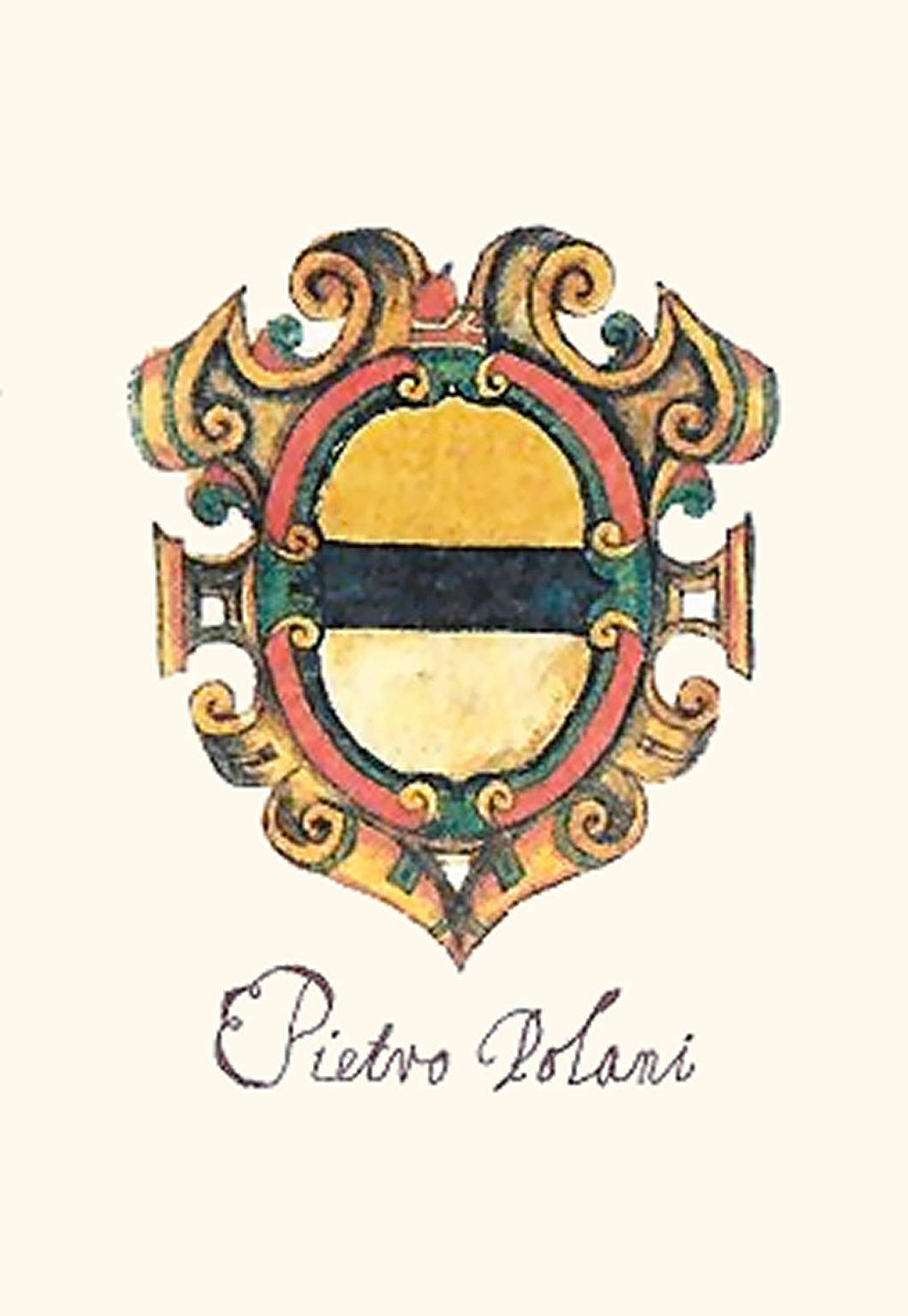
Wapenschild

Pietro Polani (Venetië, circa 1098 – aldaar, 1148) was, volgens de officiële telling in de republiek Venetië, de 36e doge (1130-1148). Zijn binnenlands beleid was erop gericht brede politieke steun te krijgen; zijn buitenlands beleid was er een van de Normandiërs van Sicilië buiten te houden uit de Adriatische Zee.

## Levensloop
Polani en zijn vader Domenico hadden beiden belangrijke commerciële successen geboekt. Zij hadden lucratieve handelszaken in Constantinopel, hoofdstad van het Byzantijnse Rijk, gerealiseerd. Dit leidde ertoe dat Polani de dochter van de doge huwde, Adelasa Michiel. Na de dood van doge, Polani’s schoonvader, was het aan Polani om de dogetroon van Venetië in bezit te nemen (1130). Zijn kroning was de eerste zonder scepter en staf, en dus zonder hertogelijke symbolen. Polani trok hiermee het bestuur van de hertogdom en republiek open naar nieuwe families. Net zoals zijn eigen familie waren er anderen die commerciële successen hadden geboekt en meer inspraak in het bestuur eisten. Polani richtte de Raad van Wijzen op (1143), genoemd de Consiglio di Savi. De Raad betekende een nieuw politiek gewicht voor meer en andere patriciërs. 
Tijdens het eerste jaar van zijn bestuur vond er een schisma plaats naar aanleiding van een omstreden pausverkiezing in Rome (1130). Paus Innocentius II en tegenpaus Anacletus II bevochten elkaar. Doge Polani had aanvankelijk geen interesse in het dispuut. Dit standpunt moest hij herzien toen tegenpaus Anacletus II een verbond sloot met de Normandiërs in Sicilië, namelijk met koning Rogier II. De patriarch van Grado en andere geestelijken in Venetië steunden de tegenpaus, want deze veroordeelde de Byzantijnen als ketters. Voor doge Polani waren de economische belangen van Venetië belangrijker; de belangen waren pro-Byzantijns en anti-Siciliaans. Hij koos in het Romeins dispuut partij voor paus Innocentius II en verjoeg Enrico Dandolo, de pro-Normandische patriarch van Grado. Hij liet de patriciërshuizen van zijn aanhangers afbranden. De verbannen patriarch wisselde nu van kamp en vroeg de rechtmatige paus Innocentius II de doge te straffen voor zijn inmenging in kerkelijke zaken. Paus Eugenius II excommuniceerde de doge en legde een interdict op voor de stad Venetië.
Doge Polani bleef erbij dat de Normandische aanwezigheid in het zuiden van de Adriatische Zee verstikkend werkte op de handel. Hij onderhandelde met de Normandiërs een handelsverdrag (1139). Ondanks de vijandigheden was het toch mogelijk dat de Venetianen grote delen van de Dalmatische kust commercieel, politiek en militair mochten besturen. Doge Polani maakte handelsverdragen met steden zoals Pula en Koper. De rust keerde weer in de Adriatische Zee. Hiervan profiteerde de stedelingen in Padua. Zij verlegden de rivier Brenta om snellere maritieme toegang te hebben. Doge Polani trok ten oorlog tegen Padua en Venetië bleef meester over het vasteland van de republiek Venetië.
Na het conflict tussen Padua en Venetië flakkerde de Normandisch-Siciliaanse dreiging op. Doge Polani kwam te weten dat zij Korfoe zouden veroveren (1147). Dit zou de Venetiaanse handel ernstig verstoren in het zuiden van de Adriatische Zee. Polani ging akkoord om militaire hulp te verlenen aan keizer Manuel I Komnenos, een vijand van de Normandiërs in Sicilië. Zelf leidde Polani een vloot naar Korfoe doch hij was te ziek om aan de zeeslag deel te nemen (1148). Zijn broer Domenico Polani en zijn zoon Naimerio Polani leidden de Venetianen naar de overwinning. De Normandiërs trokken hun vloot terug uit Korfoe. Een schip bracht de stervende doge terug naar Venetië waar hij werd begraven in het klooster van San Cipriano in Murano (1148).